# Classe Hämeenmaa
La classe Hämeenmaa est une classe de deux  mouilleurs de mines construits par le Chantier naval de Turku pour la marine finlandaise au début des années 1990.

## Historique
Les navires ont une coque en acier et une superstructure en alliage d'aluminium avec une tentative de technologie furtive. La classe a une certification glace 1A et peut fonctionner toute l'année dans de la glace jusqu'à 40 cm d'épaisseur. Pendant une crise, la tâche principale des navires de la classe Hämeenmaa est la pose de mines, mais les navires peuvent également servir de navires d'escorte, de transport et de dépôt.
Les navires ont été modernisés en 2006-2008 pour les mettre à niveau des normes modernes pour pouvoir participer aux opérations internationales ou européennes pour la politique de sécurité et de défense commune. Ils ont été équipés de systèmes d'armes transférés de l'aéroglisseur de classe Tuuli abandonné, y compris le système de missiles Umkhonto. Un nouveau système de contrôle de tir Saab 9LV (en)325E FCS, un équipement de surveillance moderne comprenant un radar de surveillance TRS-3D/16 ES et un sonar à profondeur variable Kongsberg ST2400 et un sonar monté sur coque SS2030 ont également été installés.

## Navires
| Nom       | N° de coque | Date de commande | Mise en service | Port d'attache | Statut     | Photo |
| --------- | ----------- | ---------------- | --------------- | -------------- | ---------- | ----- |
| Hämeenmaa | 02          | 29 décembre 1989 | 15 avril 1992   | Upinniemi      | en service |       |
| Uusimaa   | 05          | 13 février 1991  | 2 décembre 1992 | Pansio         | en service |       |

## Galerie

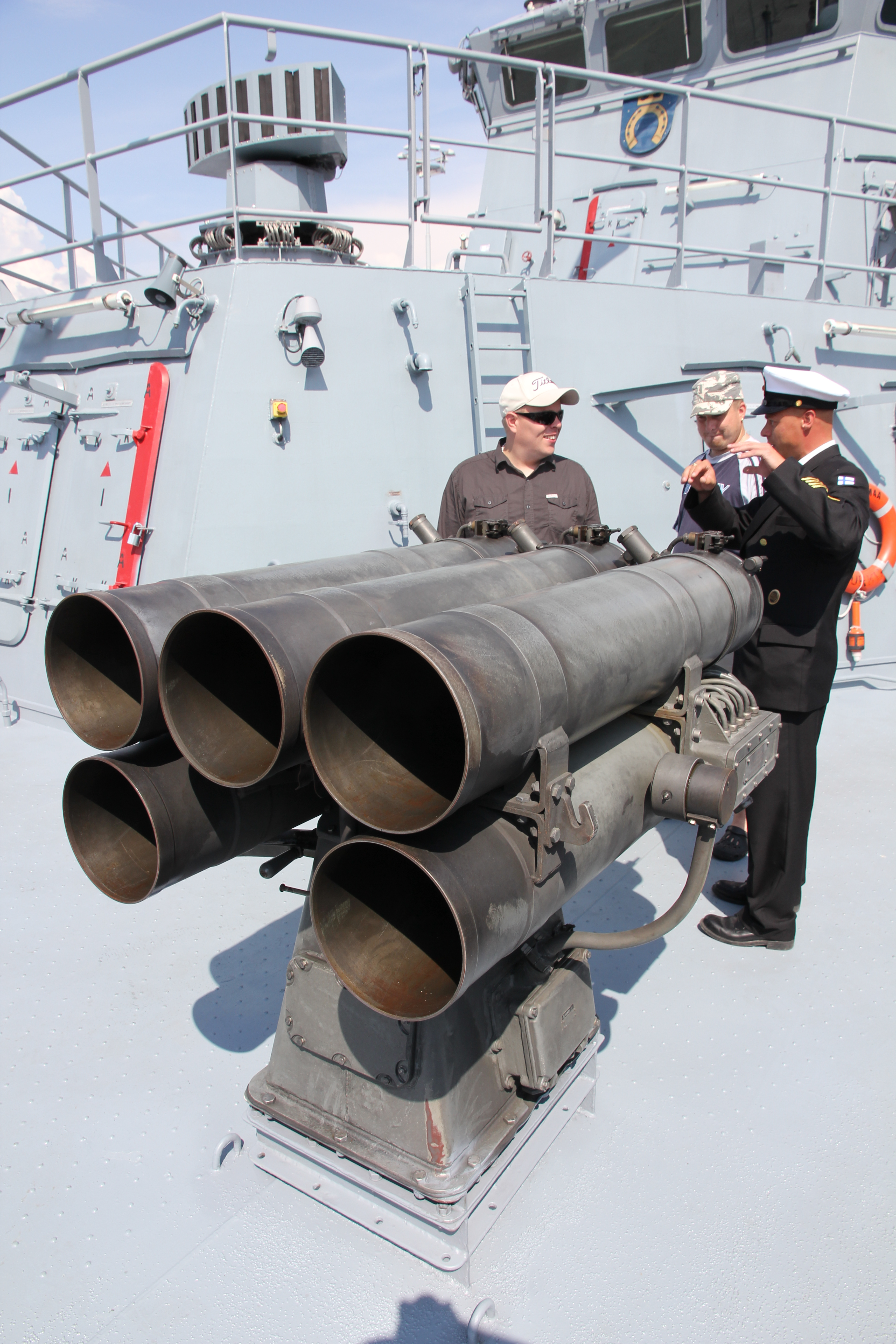
Lance-roquettes anti-sous-marines RBU-1200
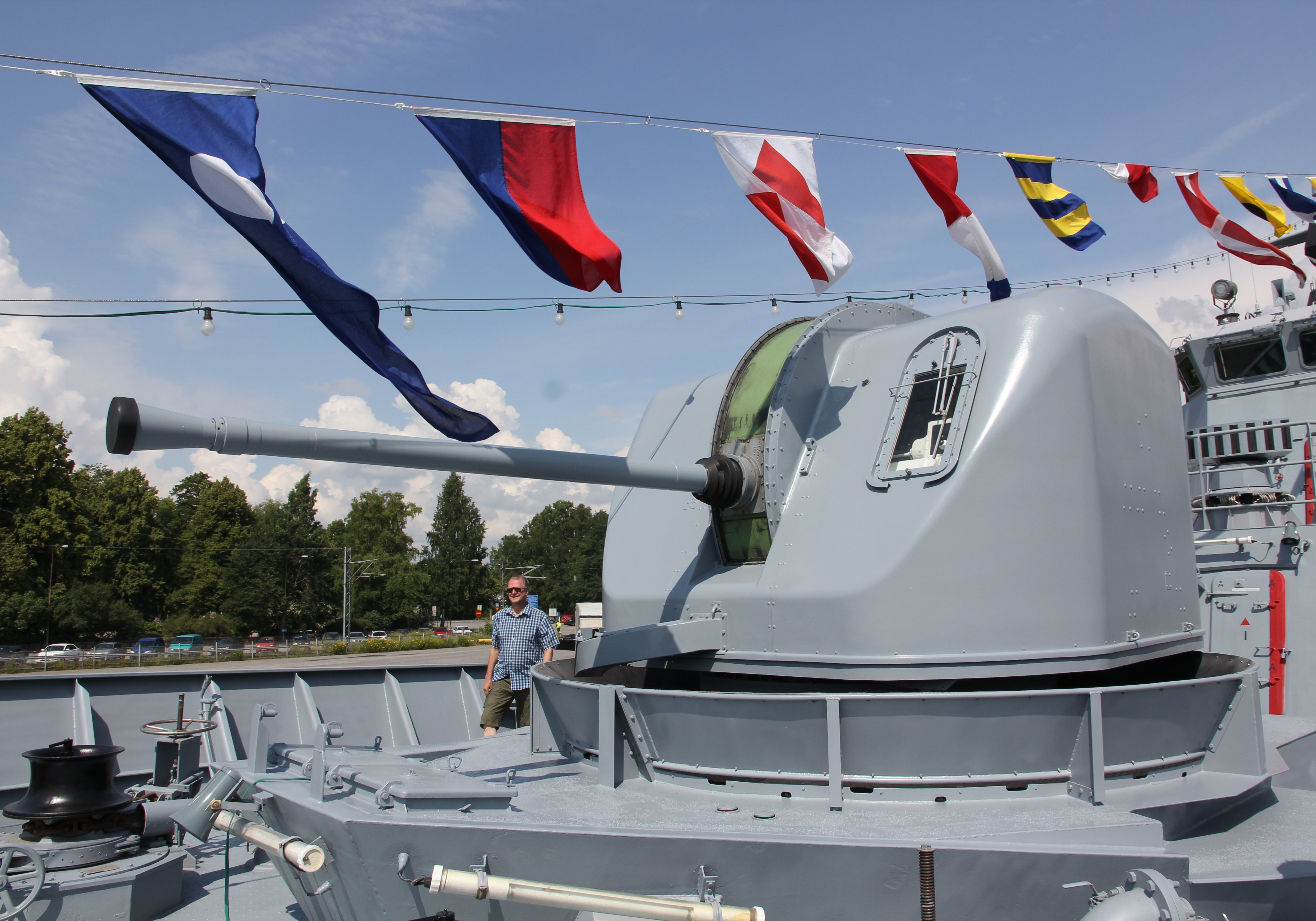
Canon de calibre 57 mm
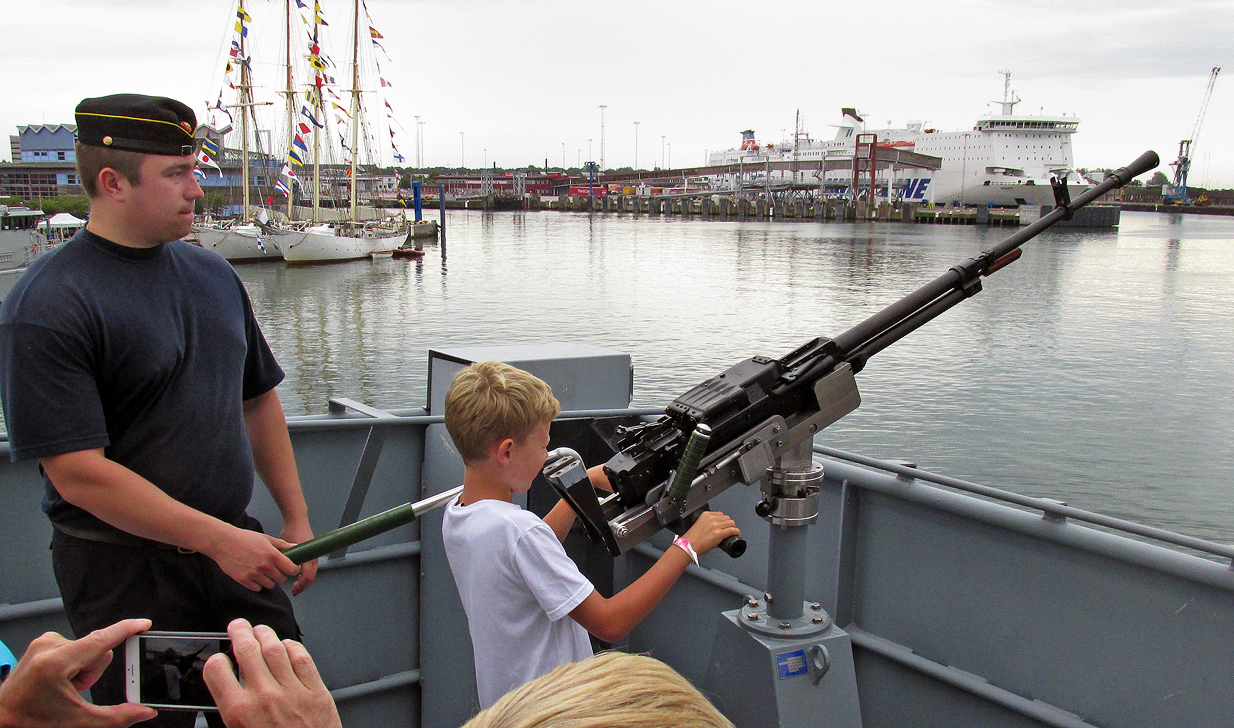
Mitrailleuse lourde de calibre 12.7 mm
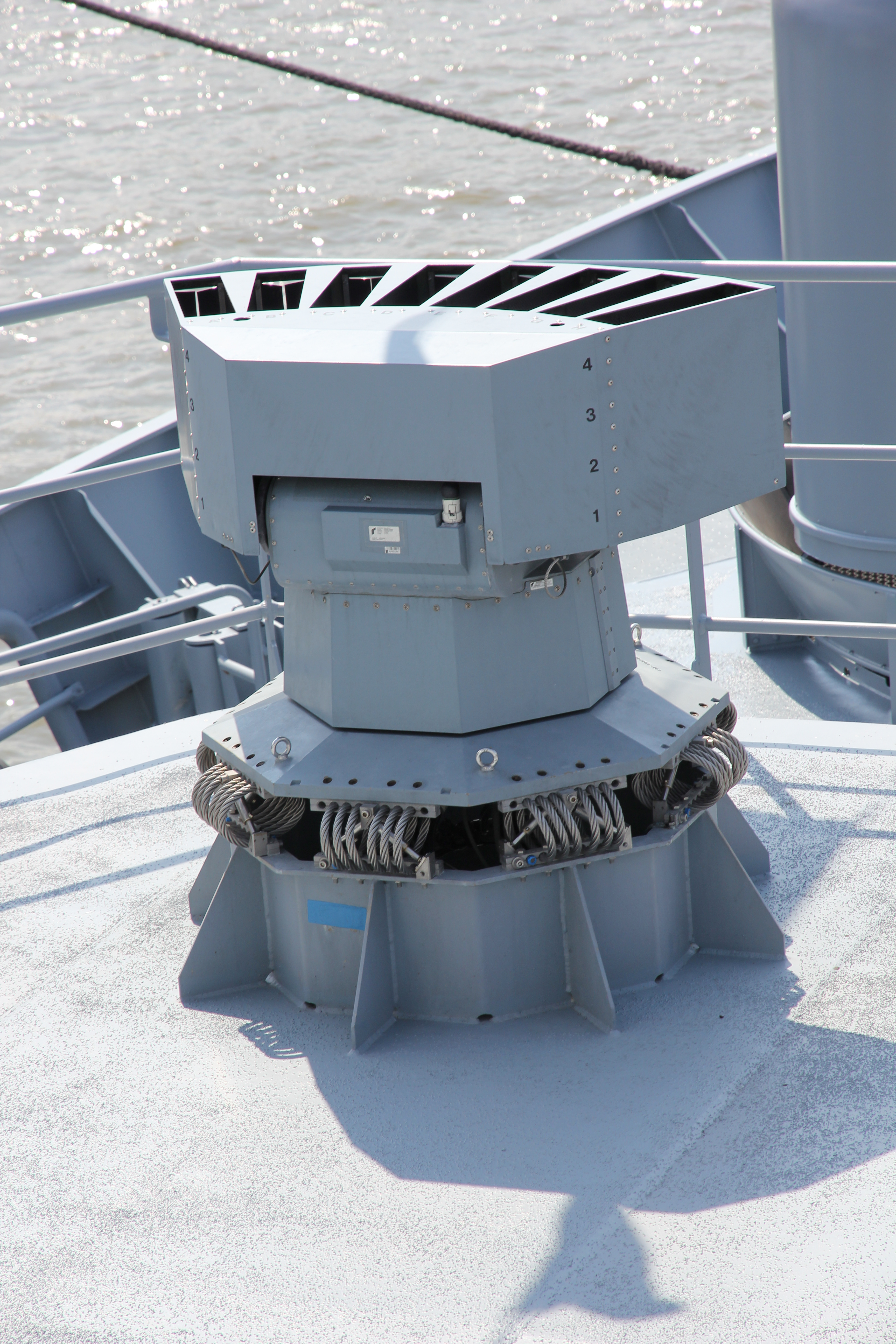
Système de lance-leurres MASS

### Articles externes
- (en) Hameenmaa Class - Site Naval Technology